# Піргулинський заповідник
Піргулинський Державний Природний Заповідник (азерб. Pirqulu Dövlət Təbiət Qoruğu) — заповідник на півночі Азербайджану. Був створений за рішенням Азербайджанського уряду від 25 грудня 1968 року на ділянці площею 1521 гектарів на східному краї Великого Кавказу, на території Шамахінського адміністративного району. Територія заповідника розширена в січні 2003 року до 4274 га. Знаходиться на 22-кілометровому підйомі. Висота 1450 м над рівнем моря.
Основною метою створення заповідника стало запобігання процесів ерозії і запилення атмосфери, який надає негативний вплив на діяльність Шамахінської астрофізичної обсерваторії, а також збереження характерного для даного місця типового гірсько-лісового ландшафту, особливо різного рослинного покриву, родючого шару ґрунту, забезпечення природного зростання ділянки лісового покриву, а також збільшення числа цінних, рідкісних та промислово значущих видів тварин і рослин, створення найсприятливіших умов для проведення науково-дослідних робіт.

## Флора
Ліси тут відомі своїми багатими і красивими пейзажами. З переважаючих тут видів дерев зустрічаються граб, дуб, бук. Вони утворюють як чисті, так і змішані ліси. У цих лісах в змішаному вигляді зустрічаються ясен, клен білий, тис, верба, горіх, черешня, яблуня, груша та інші дерева; залізне дерево, мушмула, глід, ожина, шипшина, барбарис та ін. чагарникові рослини.

## Фауна
Тваринний світ складається з різних ссавців і птахів. З ссавців тут зустрічаються вепр, бурий ведмідь, шакал, заєць, куниця, вовк, лисиця, олень, сарна, козел, рись, ласка, борсук, фазан, дрізд, перепілка, вивільга, дрімлюга, дятел, ворона, куріпка і інші види. У Піргулінському заповіднику з ссавців, занесених до «Червоної Книги», охороняються бурий ведмідь, сарна, з птахів турач, беркут, степовий орел тощо.